# Boog & Elliot – Vilda vänner
Boog & Elliot – Vilda vänner (originaltitel: Open Season) är en datoranimerad komedifilm producerad av Sony Pictures Animation och distribuerad av Columbia Pictures. Filmen hade premiär den 29 september 2006 i USA. Det är den första animerade långfilmen från Sony Pictures Animation.

## Handling
Den snälle björnen Boogs lugna liv i en liten stad i USA vänds upp och ner när ett rådjur, vid namn Elliot, kommer till stan, knuten till ett nyttofordon som ägs av en jägare. Boog befriar honom, men de båda hamnar i skogen. Boog ser att skogen är full av jägare och är arg på Elliot för att ha "befriat" honom från sitt liv med den snälla skogvakterskan Beth. Tillsammans med Elliot måste han se till att rädda skogens alla djur från de elaka jägarna.

## Rollista
| Karaktär                 | Engelsk röst                                     | Svensk röst        | Art                             |
| ------------------------ | ------------------------------------------------ | ------------------ | ------------------------------- |
| Boog                     | Martin Lawrence                                  | Mikael Persbrandt  | Grizzlybjörn                    |
| Elliot                   | Ashton Kutcher                                   | Jakob Stadell      | Åsnehjort                       |
| Shaw                     | Gary Sinise                                      | Lennart Jähkel     | Människa, jägare                |
| Beth                     | Debra Messing                                    | Alexandra Rapaport | Människa, skogvakterska         |
| McSquizzy                | Billy Connolly                                   | Göran Ringbom      | Östlig gråekorre                |
| Reilly                   | Jon Favreau                                      | Göran Berlander    | Nordamerikansk bäver            |
| Bobbie                   | Georgia Engel                                    | Irene Lindh        | Människa, Wieners ägarinna      |
| Bob                      | –                                                |                    | Människa, Bobbies make          |
| Giselle                  | Jane Krakowski                                   | Karin Bergquist    | Åsnehjort, hind                 |
| Sheriff Gordy            | Gordon Tootoosis                                 | Stig Engström      | Människa, sheriff i Timberline  |
| Ian                      | Patrick Warburton                                | Fredrik Hiller     | Åsnehjort, alfahjort            |
| Herr Wiener (Mr. Weenie) | Cody Cameron                                     | Per Sandborgh      | Svart taxhund                   |
| Serge                    | Danny Mann                                       | Jacob Nordenson    | Gräsand, Denis storebror        |
| Deni                     | Maddie Taylor (krediterad som Matthew W. Taylor) |                    | Gräsand, Serges lillebror       |
| Buddy                    | Maddie Taylor (krediterad som Matthew W. Taylor) | Dick Eriksson      | Blått amerikanskt piggsvin      |
| Rosie                    | Nika Futterman                                   | Linda Bengtzing    | Strimmig skunk, Marias tvilling |
| Maria                    | Michelle Murdocca                                | Anna Nordell       | Strimmig skunk, Rosies tvilling |
| O'Toole                  | Fergal Reilly                                    | Mattias Knave      | Nordamerikansk bäver            |

## Datorspel
Ett datorspel baserat på filmen producerades av Ubisoft för Wii, PlayStation 2, PlayStation Portable, Microsoft Windows, Game Boy Advance, Xbox 360, Xbox, Nintendo DS och GameCube. Datorspelet tillhör action/äventyr-genren och inkluderar både singleplayer- och multiplayerlägen.